# Налоговая ставка
Налоговая ставка — величина налога в расчете на единицу налоговой базы. Ставка является одним из элементов налогообложения.

## Определение
Налоговая ставка — это величина налога на единицу обложения (на единицу денежного дохода, земельной площади, измерения товара). Поскольку величина налога обычно связана с масштабами экономической активности, то использование ставки необходимо. Исключением является паушальный налог (англ. lump-sum tax), который взимается в виде фиксированной суммы и не зависит от величины налоговой базы.

## Виды ставок в налогообложении
Для целей налогообложения используются следующие виды ставок.
- Твёрдые ставки устанавливаются в абсолютной сумме на единицу налоговой базы обложения (иногда весь объект). Если речь идет о таможенных пошлинах, то такие тарифы называются специфическими.
- Процентные ставки. Если речь идет о таможенных пошлинах, то такие тарифы называются адвалорными (лат. ad valorem).

В зависимости от размера налоговой базы ставка может меняться или оставаться постоянной. Полный набор ставок, применяемых для исчисления конкретного налога, называется шкалой налогообложения. Налоговая шкала может быть следующих видов.
- Пропорциональная, или плоская шкала — ставка не зависит от размера налоговой базы.
- Прогрессивная шкала — ставка возрастает по мере роста налоговой базы.
- Регрессивная шкала — ставка уменьшается по мере роста налоговой базы.

## Виды ставок в экономической теории
Для целей экономического анализа могут рассчитываться другие налоговые ставки.

### Средняя ставка
Средняя ставка равна отношению общей суммы налога к величине налоговой базы.
{\displaystyle t_{a}={\frac {T}{TB}}},
где {\displaystyle T} — сумма налога, {\displaystyle TB} — величина налоговой базы. Средняя ставка показывает среднюю относительную налоговую нагрузку на базу.

### Предельная ставка
В экономических моделях часто используют предельные ставки. Предельная ставка показывает, насколько увеличится налог, если налоговая база увеличится на единицу.
{\displaystyle t_{m}={\frac {\Delta T}{\Delta TB}}},
где {\displaystyle \Delta T} — увеличение налога, {\displaystyle \Delta TB} — увеличение налоговой базы. Использование предельных ставок оправдано тем, что экономические агенты сравнивают выгоды от дополнительной экономической активности (большего заработка, больших инвестиций в облагаемые активы) и налоговые издержки. Высокая предельная ставка при использовании прогрессивной шкалы может привести к ограничению экономической активности и снижению налоговой базы.